# Garschagen
Garschagen is een kleine plaats in de stadsgemeente Remscheid in Duitsland. Het ligt tussen Lennep en Lüttringhausen. Garschagen hoort bij het traditionele gebied van het Nederfrankische dialect Limburgs.
Garschagen ligt aan de Uerdinger Linie.